# Powiat de Garwolin
 (septembre 2024).
Si vous disposez d'ouvrages ou d'articles de référence ou si vous connaissez des sites web de qualité traitant du thème abordé ici, merci de compléter l'article en donnant les références utiles à sa vérifiabilité et en les liant à la section « Notes et références ».
Le powiat de Garwolin (polonais : powiat garwoliński) est un powiat (district) de la voïvodie de Mazovie, dans le centre-est de la Pologne.
Elle est née le 1er janvier 1999, à la suite des réformes polonaises de gouvernement local passées en 1998. 
Le siège administratif du powiat est la ville de Garwolin, qui se trouve à 56 kilomètres au sud-est de Varsovie, capitale de la Pologne. Il y a trois autres villes dans le powiat : Łaskarzew située à 13 kilomètres au sud de Garwolin, Pilawa à 10 kilomètres au nord-ouest de Garwolin et Żelechów à 22 kilomètres au sud-est de Garwolin.
Le district couvre une superficie de 1 284,29 kilomètres carrés. En 2006, sa population totale est de 106 227 habitants, avec une population pour la ville de Garwolin de 16 072 habitants, celle de  la ville de Łaskarzew de 4 908 habitants, celle de la ville de Żelechów de 4 016 habitants et une population rurale de 77 035 habitants.

## Powiaty voisines
La Powiat de Garwolin est bordée des powiaty de : 
- Mińsk au nord ;
- Siedlce au nord-est ;
- Łuków à l'est ;
- Ryki au sud-est ;
- Kozienice au sud ;
- Grójec à l'ouest ;
- Otwock au nord-ouest.

## Division administrative

Position des gminy dans la powiat

Le powiat est divisé en quatorze gminas :
| Gmina                                              | Type         | Superficie (km²) | Population (2006) | Siège              |
| Garwolin                                           | urbain       | 22,1             | 16 072            |                    |
| Gmina Garwolin                                     | rural        | 136,0            | 11 919            | Garwolin *         |
| Gmina Pilawa                                       | urbain-rural | 77,3             | 10 435            | Pilawa             |
| Gmina Żelechów                                     | urbain-rural | 87,6             | 8 390             | Żelechów           |
| Gmina Sobolew                                      | rural        | 94,8             | 8 312             | Sobolew            |
| Gmina Trojanów                                     | rural        | 151,0            | 7 757             | Trojanów           |
| Gmina Maciejowice                                  | rural        | 172,7            | 7 287             | Maciejowice        |
| Gmina Górzno                                       | rural        | 90,8             | 6 112             | Górzno             |
| Gmina Łaskarzew                                    | rural        | 87,5             | 5 541             | Łaskarzew *        |
| Gmina Wilga                                        | rural        | 119,1            | 5 262             | Wilga              |
| Gmina Borowie                                      | rural        | 80,4             | 5 131             | Borowie            |
| Gmina Miastków Kościelny                           | rural        | 85,2             | 5 019             | Miastków Kościelny |
| Łaskarzew                                          | urbain       | 15,1             | 4 908             |                    |
| Gmina Parysów                                      | rural        | 64,3             | 4 082             | Parysów            |
| * Le siège n'est pas sur le territoire de la gmina |              |                  |                   |                    |

## Démographie
Données du 31 décembre 2009 :
| description | Total   | Total | Femmes | Femmes | Hommes | Hommes |
| ----------- | ------- | ----- | ------ | ------ | ------ | ------ |
| Unité       | Nombre  | %     | Nombre | %      | Nombre | %      |
| Population  | 106 927 | 100   | 53 908 | 50,42  | 53 019 | 49,58  |
| Urbain      | 29 993  | 28,05 | 15 459 | 14,46  | 14 534 | 13,59  |
| Rural       | 76 934  | 71,95 | 38 449 | 35,96  | 38 485 | 35,99  |

## Histoire
De 1975 à 1998, les différents gminy du powiat actuelle appartenaient administrativement à la voïvodie de Siedlce.

La Powiat de Garwolin est créée le 1er janvier 1999, à la suite des réformes polonaises de gouvernement local passées en 1998 et est rattachée à la voïvodie de Mazovie.